# Petter Hansson
Petter Hansson (IPA: ['pɛtɛr 'hɑːnsɔn]) (Söderhamn, 1976. december 14. –) svéd labdarúgó. A francia Rennais játékosa.

## Pályafutása

### Söderhamn FF és Halmstads BK
Hansson pályafutását a Söderhamn FF-ben kezdte és 1998-ban a Halmstads BK-hoz igazolt. Az Allsvenskan-ban 1998. október 4-én debütált az AIK ellen. Petter Hansson a Halmstads BK-ban népszerű játékossá vált, főleg harci kedve és erős győzni akarása miatt. A Halmstadsban védekező középpályásként valamint középhátvédként játszott és kulcsjátékosává vált a klubnak. Ez népszerűségének növekedését eredményezte a szurkolók körében, és megválasztották csapatkapitánynak. Mialatt a Halmstads BK-nál volt, segített nekik megnyerni negyedik bajnoki címüket 2000-ben.

### SC Heerenveen
2002-ben Hollandiába költözött, hogy az Eredivisiében szereplő SC Heerenveen-hez igazoljon. A Heerenveennél kiegyensúlyozottabb játékossá fejlődött és újra a szurkolók kedvence lett. A Heerenveen-szurkolók a szezon legjobb SC Heerenveen játékosává szavazták.

### Stade Rennais
2007. május 1-jén írt alá a Stade Rennais FC-hez, így a Ligue 1-ben játszhat.

### A válogatottban
Hansson tagja a Svéd válogatottnak és tagja volt a 2004-es Eb-n és a 2006-os vb-n részt vevő svéd keretnek. 2007. június 2-án a rivális Dánok ellen lőtte első válogatott gólját. A 2008-as labdarúgó-Európa-bajnokság-on, a svédek nyitómeccsén szerezte a másodikat, a görögök elleni 2–0 alkalmával.

## Statisztika

### Góljai a válogatottban
| #  | Időpont          | Stadion               | Ellenfél                   | Eredmény | Végeredmény | Esemény                                        |
| -- | ---------------- | --------------------- | -------------------------- | -------- | ----------- | ---------------------------------------------- |
| 1. | 2007. június 2.  | Parken Stadion, Dánia | Dánia                      | 3-0      | 3-0*        | 2008-as labdarúgó-Európa-bajnokság (selejtező) |
| 2. | 2008. június 10. | Salzburg, Ausztria    | Görög labdarúgó-válogatott | 2-0      | 2-0         | UEFA Euro 2008                                 |

* A meccs félbeszakadt az UEFA Euro 2008 selejtező szurkolói támadás miatt.

## Külső hivatkozások
- Petter Hansson profil, fotó & statisztikák a Stade Rennais honlapján
- SC Heerenveen profil